# IC 4014
IC 4014 је елиптична галаксија у сазвјежђу Береникина коса која се налази на листи објеката дубоког неба у Индекс каталогу.
Деклинација објекта је + 22° 29' 57" а ректасцензија 13h 0m 13,9s. Привидна величина (магнитуда) објекта IC 4014 износи 15,0 а фотографска магнитуда 16,0.